# Венгамамба
Венгамамба  (IAST: Tarigoṇḍa Veṅgamāmba), известная также как Матрушри Венгамамба (Matrusri Vengamamba), Венгамамба из Таригонды (Tarigonda Vengamamba) (1730—1817) — индийская поэтесса, сочинявшая в честь Вишну (Венкатешвары) литературные произведения. Ей принадлежит около двух десятков сочинений на телугу. Венгамамбу отличает разнообразие стилей — она писала киртаны, театральные драмы и стихотворное изложения аштанга-йоги. Её ставят в один ряд с такими выдающимися поэтами-вайшнавами как Аннамачарья и Мирабай. Однако, в отличие от них, о Венгамамбе не сохранилось никаких сведений, кроме тех, что она сама о себе упоминает в ряде произведений.
Венгамамба заложила традицию распространения освящённой пищи в качестве прасада Венкатешвары («аннапрасада»). Её произведения играют в классических индийских драмах, а также в храмовых постановках девадаси, прежде всего, в Андхра-Прадеше. В Южной Индии Венгамамба почитается как образец преданности Вишну. Ежегодно поэтессу чествуют музыкальными праздниками в Тирумале, Тирупати и её родной Таригонде.

## Супруга Вишну

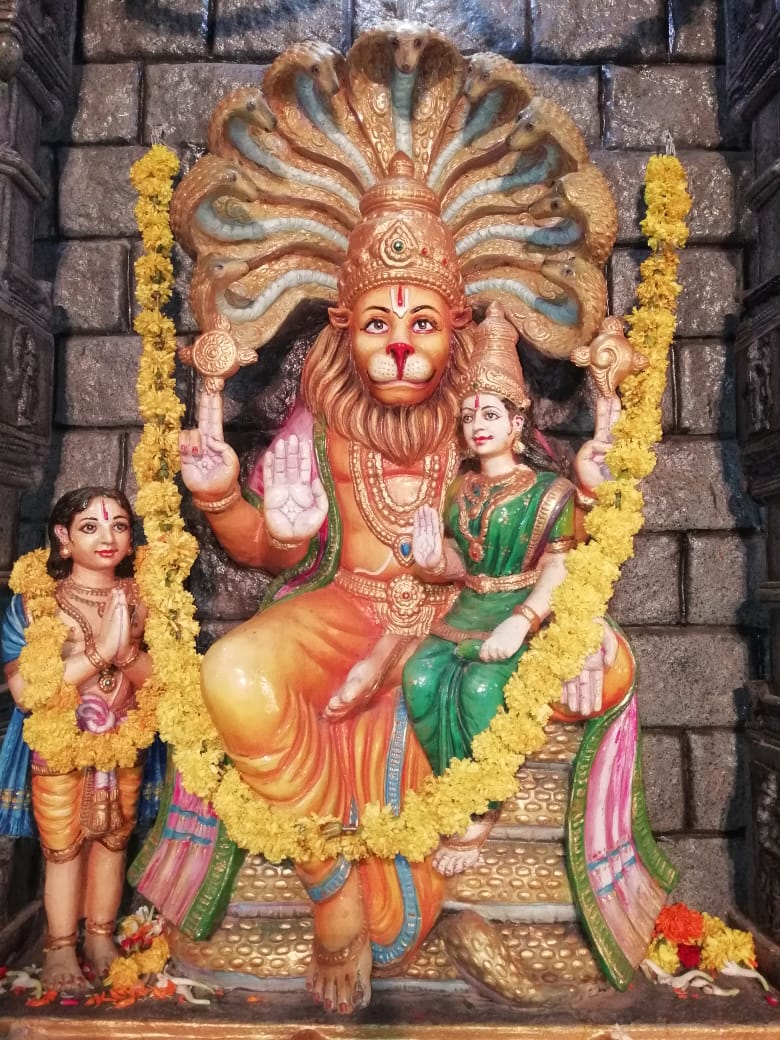
Лакшми-Нарасимха в присутствии Прахлада

Венгамамба родилась в деревне Таригонда штата Андхра-Прадеш, в сотне километров от знаменитого Храма Венкатешвары на холмах Тирумалы. Девочка воспитывалась в брахманской семье Кришнаи и Мангаммы. С детства она находилась в атмосфере любви к Вишну — мать учила её стихам и песням, посвящённым тёмноликому. Воспевание имени и погружение в божественный образ занимало большую часть её времени. Отец решил пораньше выдать Венгамамбу замуж, чтобы она стала традиционной домохозяйкой. Когда девочке исполнилось девять лет, родители выдали её замуж за Инджети Венкатачалапати, который вскоре скончался. Венгамамба считала своей настоящей любовью Вишну и отождествляла его со своим супругом, поэтому смерть Венкатачалапати нисколько на неё не повлияла. Она продолжала одеваться как замужняя женщина: не носила, — как другие вдовы, — белые одежды, надевала ожерелье для замужних «мангала-сутру» и наносила на голову ярко-красную бинду.
Отец Венгамамбы попросил учителя Рупаватара Субрахманью взять под покровительство свою дочь. Тот обучил её мантре, тантре, янтре и ввёл в йога-сутры. Венгамамба практиковала мантры аватар Вишну, Хаягривы и Нарасимхи. Её предпочтения во многом обуславливались местными традициями. Деревенские жители поклонялись Вишну как Нарасимхе — в посёлке располагался Храм Лакшми-Нарасимхи. Место известно благодаря отшельнику Дурвасе, а сам храм появился ещё при династии Чола в XI—XII веках. На его современной территории расположена небольшая святыня в честь Шри Таригонда Венгамамба Деви.

## Вишну-Нарасимха
При Храме Лакшми-Нарасимхи Венгамамба медитировала на Вишну и в свободное время сочиняла поэтические произведения. Её первыми сочинениями были произведения в честь Вишну-Нарасимхи. Самым первым считается получасовое «Шатакам Нарасимхе из Таригонды» (Tarigonda Nrusimha Satakam). Оно исполнено в традиционном жанре шатака и содержит сто стихов в одном и том же стихотворном размере. Каждый из стихов завершается обращением к возлюбленному божеству. Вайшнавские поэты традиционно используют жанр для выражения личных взаимоотношений с Вишну. Венгамамба обращается к Вишну как Нарасимхе, главному божеству её родной деревни («Таригонда Нарасимха, океан сострадания»). Тема каждого стиха не зависит от других, в них находит отражение своеобразное настроение любовной связи с Вишну. Первые три стиха восхваляют божественные качества Вишну, следующие три содержат обращение к Вишну. Венгамамба выражает сомнение, что люди сочтут обращение к Вишну неразумным и просит Вишну их благословить. В ряде строф она обращается к каждому из десяти аватар Вишну, представляя себя его возлюбленной, и задаётся вопросом: не отвечает ли он ей из-за того, что его супруга Лакшми не отпускает его или потому, что он не может оставить девушку из племени ченчу (местное воплощение богини Лакшми), в которую Нарасимха влюбился. В одном из стихов Венгамамба описывает свой мистический опыт:

Яркий лунный свет освящает землю внутреннего «Я», окруженную семью оградами.

За ним наблюдает большая змея. Это Нарасимха Таригонды.

По твоей доброте я нашла эту твердыню [где скрыто внутреннее «Я»].
— «Шатакам Нарасимхе из Таригонды», стих 45
Венгамамба повествует, как её учитель, благословив стопами, стёр из её ума предыдущий сценарий жизни и написал для неё новое будущее. Шатакам Нарасимхе заканчивается стихом, где она впервые упоминает о себе: «Венгамамба, жена Инджети Венкатачалапати, сочинила стихи и посвятила их Нарасимхе Таригонды». Жизнь вдовствующей йогини, не соответствующая традиционному укладу, вызвала неудовольствие жителей деревни. В результате Венгамамба была вынуждена покинуть Таригонду и отправиться на холмы Тирумалы.

## Повелитель Тирумалы

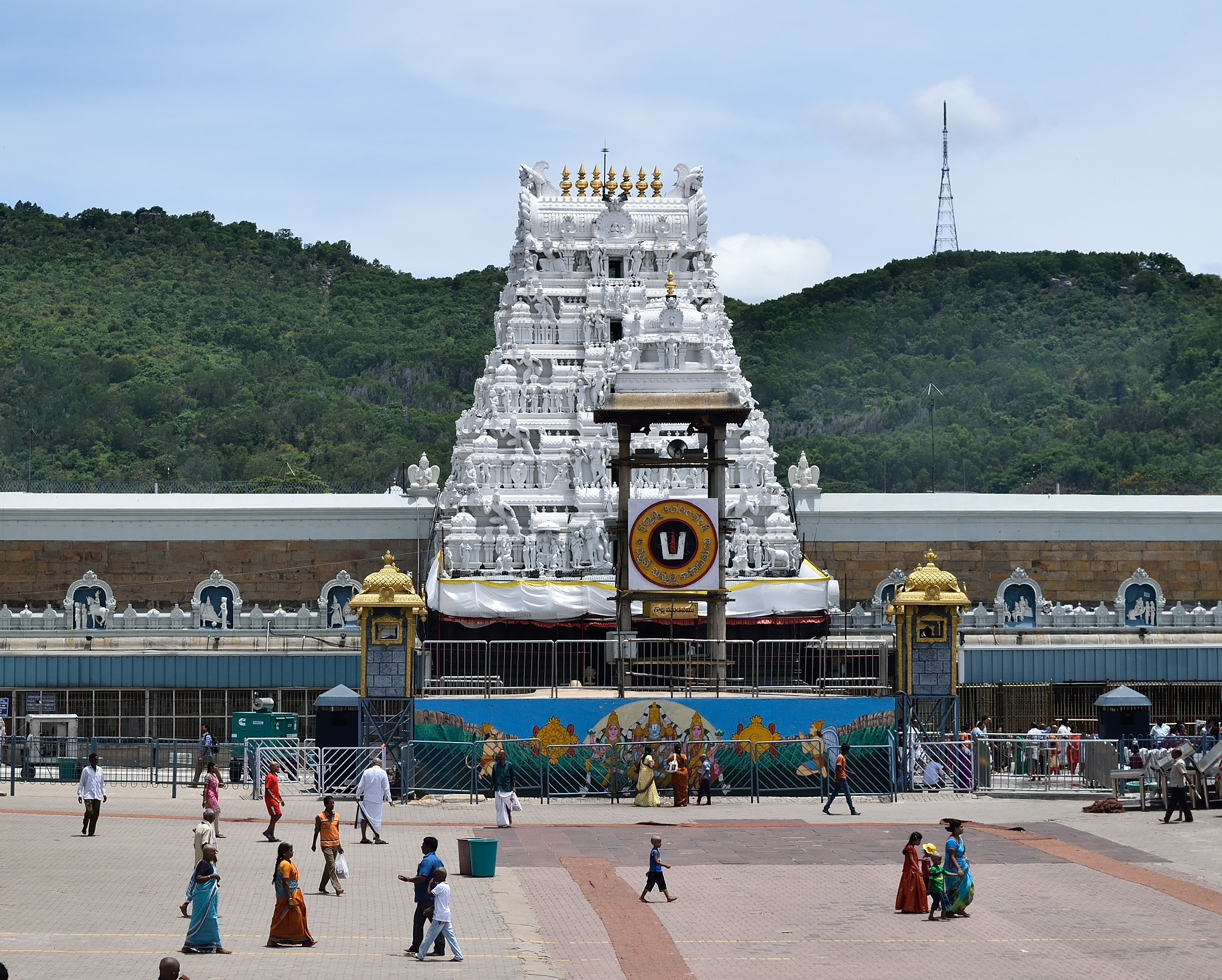
Храм Венкатешвары является крупнейшим центром шри-вайшнавизма

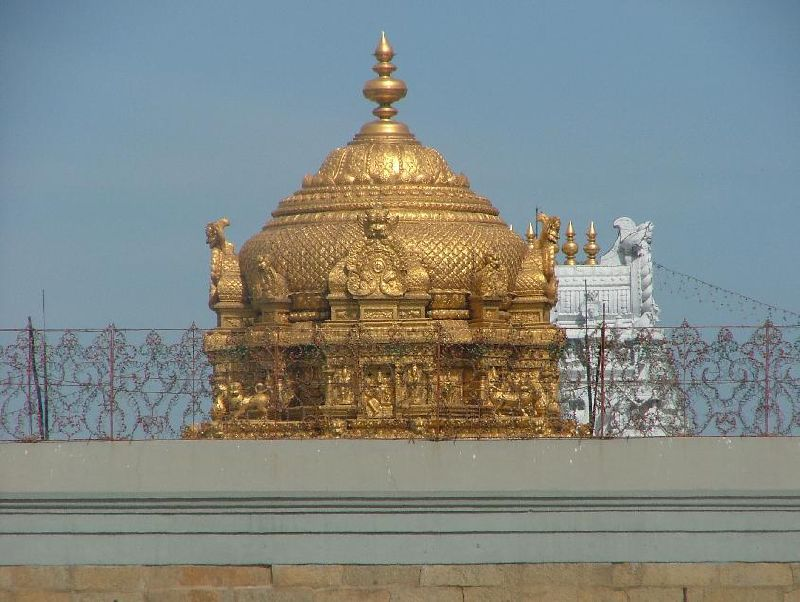
Ананда нилаям Венкатешвары

На холмах Тирумалы возвышается Храм Вишну в облике Венкатешвары. У Венкатешвары бессчётное число имён, среди которых популярными являются Баладжи, Шриниваса и Венката Рамана. В верхних руках он держит время любви и пространство любви. Нижними руками он благословляет и предлагает принять убежище у его стоп от земных неурядиц. Вокруг него плещется океан блаженства — не зря позолоченная башня над святилищем называется «ананда нилаям», обитель счастья. Венкатешвара дарит свою любовь всем пришедшим, какими бы они ни были. Его лицо закрывает гигантская тилака в знак того, что он закрывает глаза на людские недостатки. Любовь Венкатешвары столь велика, что он исполняет желания своих гостей. Считается, что Венкатешвара пребывает с людьми до конца, до завершения Кали-юги. В ответ посетители дарят ему цветы, драгоценности и огромные пожертвования. Облик Венкатешвары с головы до ног закрыт цветочными гирляндами и украшениями.
Ко времени Венгамамбы Храм Венкатешвары уже обладал широкой известностью. К нему стремились паломники и в его честь сочинял свои произведения Аннамачарья, оставшийся жить рядом с Венкатешварой. Со временем признание Венкатешвары только росло — в современном мире бхакты Вишну стремятся посещать его ежегодно. Согласно «Книге рекордов Гиннесса» Храм Венкатешвары является самым посещаемым храмом в мире. Ежедневно он привлекает от 60 до 70 тысяч паломников. В новогодние праздники их число возрастает до 100 тысяч. За благословением Венкатешвары прибывают высшие руководители Индии, включая премьер-министра.

## Ночное арати

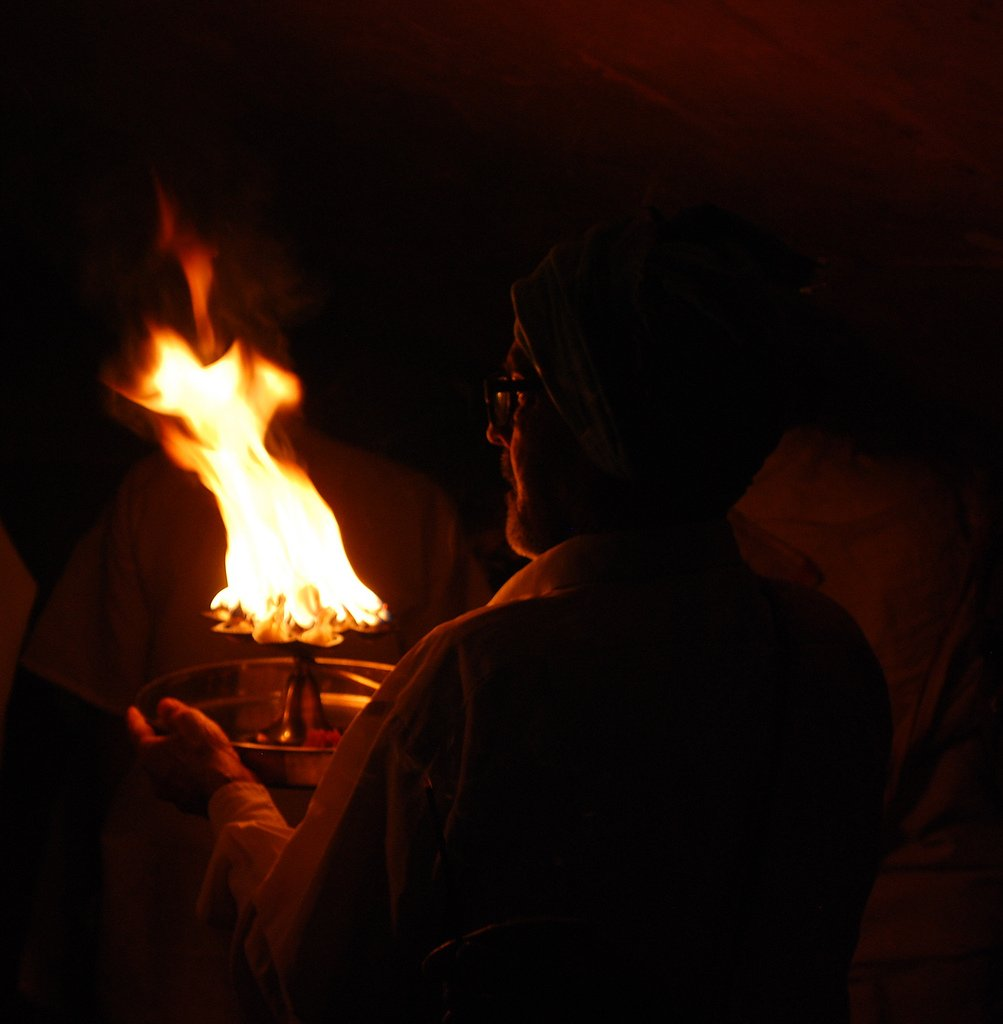
Ночное арати в святилище

Благодаря ранней поэзии Венгамамба была известна за пределами своей деревни. В Тирумале её приветствовали потомки другого известного поэта, Аннамачарьи, сочинявшего для Венкатешвары. Венгамамба поселилась в небольшой хижине перед Храмом Варахи, куда паломники прибывают перед даршаном Венкатешвары. Ежедневно Венгамамба совершала свою духовную практику в Гогарбха тиртха — пещере, находящейся в трёх километрах севернее Храма Венкатешвары. Её также называют Пандава тиртха, поскольку считается, что братья пандавы там останавливались во время путешествия. Легенда гласит, что Венкатешвара желал слушать её произведения и Венгамамба каждую ночь декламировала для него в святилище стихи, дарила по жемчужине и совершала огненный ритуал «арати». Когда поток людей в Гогарбха тиртха и неблагожелательное отношение брахманов стали мешать, она покинула обитель Венкатешвары. Венгамамба нашла себе пристанище в скальной пещере в двадцати километрах от Тирумалы. Там в течение шести лет она предавалась йогическим практикам и сочиняла. Опыт проживания в лесу нашёл отражение в сочинённой ею драме «Ченчу натака». Но и там молва нашла её, по возвращении в Тирумалу люди стали назвать Венгамамбу богиней — Таригонда Венгамамба Деви. Она стала регулярно участвовать в «эканта-севе» — укладывании Венкатешвары ко сну и проводить для него последнее ночное арати. Ритуал получил название «арати Венгамамбы» или «Мутьяла арати». После неё наследники Венгамамбы на протяжении столетий проводят ночное арати во время эканта-севы. Семейство Аннамачарьи подарило Венгамамбе дом с внутренним двором. В последующем в нём обосновался матх (монастырь) в честь Венгамамбы.

## Сочинения для Вишну
Произведения в честь Вишну лились из Венгамамбы творческим потоком. Для их записи у Венгамамбы было восемь писцов, которых звали ашта-гантаки. Они записывали её сочинения на пальмовых листьях и распространяли по округе. Сама Венгамамба упоминает около десяти книг, которые перечисляет в поздней работе «Двипада-бхагаватам» (IAST: Dvipadabhāgavatamu). Помимо ряда песен для Вишну Венгамамба, как считается, написала восемнадцать произведений. Однако, несмотря на творческую плодовитость, произведения Венгамамбы не привлекали широкого внимания. Писатель Кандукури Виресалингам (1848—1919) одобрительно упомянул Венгамамбу в обзоре «Жизнь поэтов на телугу». Утукури Лакшми Кантамма (1917—1996) включила её в обзор «Женщины-поэты Андхра». Андра Шешагири Рао написал о ней небольшое эссе, позднее опубликованное в виде книги о Венгамамбе. И всё же Венгамамба осталась незамеченной ни в индийской, ни в мировой литературе. Причина тому достаточно прозаическая — Венгамамба сочиняла только на телугу, её работы не переводились и не печатались. В отличие от потомков Аннамачарьи, наследники Венгамамбы не стремились популяризировать её образ и произведения. Она и сама не прикладывала никаких усилий, чтобы добиться известности. Популярность сочинений для Вишну локализовалась, преимущественно, среди жителей Андхра-Прадеша, храмового сообщества брахманов и верующих в Венкатешвару.
В 2007 году Администрация Храма Венкатешвары решила наверстать упущенное и учредила проект, посвящённый Венгамамбе (Mathrusri Tarigonda Vengamamba Vangmaya Project). Его назначение — распространение произведений о Вишну. В рамках проекта издано несколько книг с сочинениями Венгамамбы и компакт-диски с киртанами в честь Венкатешвары. В том же году в Тирупати установили статую Венгамамбы на перекрёстке MR Palli. Однако среди всех изданий только одно переведено на английский — агиография Венгамамбы с кратким пересказом основных произведений, выпущенная в 2008 году.
| Якшагана (драмы) | Кавья и двипада (стихи)                                                                              | Прочие                                                                                              |
| --- | --- | --------------------------------------------------------------------------------------------------- |
| - Nrusimha Vilasa Katha - Siva Natakam - Balakrishna Natakam - Vishnu Parijatham - Chenchu Natakam - Rukmini Natakam - Jala Krida Vilasam - Mukthi Kanthi Vilasam - Gopi Natakam | - Rajayogamrutha Saram - Rama Parinayam - Sri Bhagavatham - Sri Krishna Manjari - Vashista Ramayanam | - Tarigonda Nrusimha Satakam - Sri Venkataachala Mahatyam - Tatva Keerthanalu - Ashtanga Yoga Saram |

## Вишну и приключения ченчу
Одним из популярных произведений Венгамамбы является на́така (драма) о лесном племени (народности) ченчу, поклоняющемуся Вишну-Нарасимхе, и Вишну, исполняющем желания как Венкатешвара. Драма «Ченчу натака» (IAST: Ceñcu Nāṭakamu) представляет собой трагикомедийный гротеск, объединяющий мифологию, сатиру, пародию и духовный смысл. В ней в красках показаны отношения между людьми и Вишну посредством причудливого и контрастного сочетания правдоподобного и фантастического, гипербол и алогизмов. В «Ченчу натака» присутствуют традиционные для драмы персонажи: наяка — божественный герой, Вишну-Нарасимха-Венкатешвара; наика — героиня, девушка из племени ченчу; видушака — комический персонаж, муж девушки и др.
История начинается с того, что девушка из племени ченчу с грудным ребёнком и мужем отправляется на охоту. В лесу они теряются и девушка в поисках мужа забредает на холмы Тирумалы. Возле обители Венкатешвары девушку встречают привратники, Джая и Виджая, и вопрошают о причине её расстройства. Эмоционально она повествует о своей жизни. Её старшая сестра, Ченчу Лакшми, влюбилась в Вишну-Нарасимху, хитрого любовника с большими усами, и ушла за ним. Затем явился человек с гор Виндхьядри и взял её саму в жены. У него все признаки комического персонажа: борода евнуха (безбородый) и высокие брови, он — низкий коротышка с маленькими ручонками, кошачьими глазами и большим пузом, а позади — горб. И тем не менее, её муж — никто иной как зять самого Вишну! Привратники расспрашивают её о лесной жизни. Девушка ченчу пересказывает им мифологию Вселенной Вишну, с её океанами, островами, знаменитой горой Меру и темнотой за ней. Вместе с мужем они взбираются на горы, ловят животных, собирают пчелиные соты с верхушек деревьев и почитают Вишну.
Затем, наконец, она спрашивает у привратников, кто они — с четырьмя руками и двумя ногами? Те отвечают, что они — Джая и Виджая, привратники Вишну-Венкатешвары. Девушка ченчу просит пройти к Вишну со своей проблемой и обещает ему то, что есть у лесного народа — кроликов, змей и цивет (мускусных кошек). Однако привратникам того мало и они требуют, чтобы девушка ченчу заплатила деньги за вход. Ведь Вишну-Венкатешвара занял деньги у Куберы на свадьбу с Лакшми и должен вернуть долг к концу вселенского цикла. История возвращает зрителя к традиции денежных подношений в храме Венкатешвары на «выкуп невесты» Лакшми. Богу нужна невероятная сумма в десять тысяч рупий в качестве её вклада в возвращение долга. Девушка ченчу парирует, что знает Вишну лично, и не тот ли это Вишну, кто наведывается к ним в лес? Кроме того, — утверждает она, — Вишну — её родственник, поскольку женат на её старшей сестре. Значит, она может пройти в храм Вишну бесплатно. Джая и Виджая интересуются подробностями пребывания Вишну в лесу, и девушка ченчу погружает их в жизнеописание, превращающееся в любовное. Вишну-Венкатешвара катается верхом на птице Гаруде, поднимается с ними в горы, охотится, достаёт мёд с вершин деревьев. Он же заигрывает с женщинами, доводя их до веселья. Входит в каждый дом как жених и, когда женщины ченчу заправляют ему постель, отдыхает. Его обмахивают павлиньими перьями, избавляя от зноя, и кормят фруктами. Отдохнув, Вишну устраивает любовные игры, они вместе смеются и, в конце концов, занимаются любовью. На прощание ему дарят мускус, цибетин, цветы и «лисий рог». На вопрос, зачем нужен лисий рог, девушка ченчу объясняет, что лисий рог приносит богатство в дом — что отсылает зрителя к бесконечным богатствам Венкатешвары. 
|                                                                                     |                                                                                      |                                                                                    |
| Венкатешвара, называемый Баладжи или Шриниваса — Вишну, дарующий исполнение желаний | У ченчу Лакшми представлена простой девушкой из племени, вышедшей замуж за Нарасимху | Джая и Виджая охраняют вход в обитель Вишну. Храм Ченнакешава в Белуре (Карнатака) |

Как только привратники собираются разрешить ей пройти в храм, появляется комедийный персонаж. Муж рассказывает как перепугался, бежал сквозь лес, спасая свою жизнь, а белка вдогонку корчила ему рожи. Девушка ченчу заверяет его, что все страхи пройдут, как только они попадут к Вишну. Однако муж категорически против, ведь Вишну — известный сердцеед, и в доказательство припоминает его похождения. Не заботясь о приличиях, он как Кришна завёл любовь с тётей, заигрывал с пастушками-гопи и соблазнял их. Мимо Вишну не пройдёт ни одна красивая женщина — все они напрочь влюбляются. Ведь это тот самый Вишну-Нарасимха, с которым сбежала её старшая сестра. Если она увидит Вишну, назад она уже не вернётся, — негодует муж. Далее следует завершающий эпизод, наполняющий концовку духовным содержанием. На требование мужа накормить его девушка ченчу оставляет ребёнка и отправляется на поиски сладких тыкв. Сам муж отказывается присматривать за малышом, ведь это — не «мужское дело». Возвращаясь, она обнаруживает, что её маленького сына унёс тигр.
Скорбя, она молится Вишну-Венканешваре о возвращении ребёнка. Один из привратников оказывается медиумом, через которого Вишну сообщает, что тигр похитил сына, поскольку она так и не увидела Венканешвару. Вишну вернёт сына, если она принесёт деньги. Но у лесной девушки нет денег и она готова их раздобыть, если Вишну подскажет, где их взять. Вишну отвечает, что у неё есть «чидрупа дханам», то есть нескончаемое богатство в форме внутреннего сознания. Мистическим языком йоги он описывает, как до него добраться: пройти горы и реки, обуздать ум, пересечь миры Солнца и Луны, отринуть иллюзию-майю и собственное эго, достигнуть духовных вершин Вед и обрести богатство божественного сознания. Девушка ченчу проходит все испытания и Вишну-Венканешвара возвращает ей ребёнка. Драма завершается песней с пожеланием Вишну полноты благоденствия.
Драма «Ченчу натака» неординарна во всех отношениях. Она объединяет поэтическое настроение, юмор и любовь. Гиперболическое описание народности ченчу приближает сюжет к жизни простых людей. Диалоги перепрыгивают с имитации неграмотного языка лесных людей до возвышенной речи о божественном и обратно. Комический персонаж подчёркивает ложное восприятие божественной любви. Ведь Бог является возлюбленным женихом для каждой души. Любовные описания соседствуют с эзотерическими наставлениями по йоге. В конечном счёте, героев ждёт счастливая развязка, где за пресловутыми «деньгами» скрывается духовное знание об освобождении от круга земных страданий. Вишну, хотя и не появляется на сцене, незримо присутствует во всех аспектах как родственник, желанный любовник, наставник и спаситель. Трагикомедийный гротеск позволяет приблизить благословляющий образ Венкатешвары к зрителю, сделав живым, непосредственным и близким.

## Вишну и его жёны

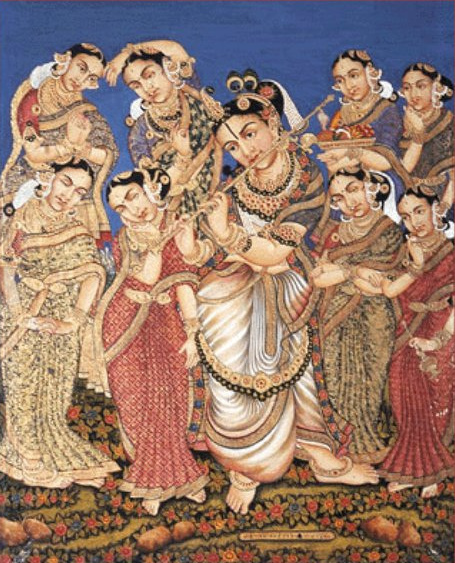
Кришна, переодевшийся в женщину, в окружении своих жён, майсурская живопись

Другим образцом творчества Венгамамбы является театральная постановка «Вишну париджата» (IAST: Viṣṇu Pārijātamu) в стиле якшагана. Она сочетает в себе поэтические диалоги, танец и музыку. История из «Хариванши» о чудесном цветке дерева париджата была известна задолго до Венгамамбы. Сюжет развивается вокруг восьми жён Вишну как Кришны — Рукмини, Сатьябхамы, Джамбавати, Калинди, Митравинды, Нагнаджити, Бхадры и Лакшманы. История популяризирована поэтом Нанди Тимманой, который в XV веке посвятил ей сатирическое стихотворение о любовной ссоре между Кришной и его супругами Рукмини и Сатьябхамой. Сегодня «Вишну париджата» является одним из основных произведений исполнителей танцевального стиля кучипуди. Сюжет получил известность благодаря постановке Сиддхендра Йоги, где роли жён исполняли одни мужчины, что усиливало его комедийный характер. В результате имя Сатьябхамы стало настолько нарицательным, что ею стали назвать уверенных в себе женщин, гордящихся собой и завидующих остальным. Однако «Вишну париджата» в версии Венгамамбы отличается тем, что характеры героинь в ней полностью преображаются, благодаря чему известный сюжет сверкает новыми красками. Из чисто комедийной истории о сваре незадачливых жён он превратился в духовное наставление, излагающее философию шри-вайшнавизма.
Однажды Вишну-Кришну посетил великий мудрец Нарада и принёс ему в дар чудесный цветок с дерева париджата. Он никогда не увядал и имел нескончаемый аромат. Навещая старшую жену Рукмини, Вишну дарит ей цветок, о чём незамедлительно узнаёт гордая Сатьябхама. Она тут же удаляется в «комнату гнева», куда уходят, чтобы не выказывать раздражение и одновременно дать знать о недовольстве. Вишну пытается её успокоить и склоняется перед Сатьябхамой, но та в гневе бьёт его левой ногой. В конце концов, Вишну обещает принести в дар даже не цветок, а само дерево париджата.
В «Вишну париджата» версии Венгамамбы характер Сатьябхамы претерпевает духовную трансформацию, превращающую её из дурной жены в образец для подражания. Вначале она желает контролировать мужа, закатывает истерику и обещает до смерти голодать, пока Вишну не исполнит её желания. Однако усилия Сатьябхамы повелевать божественным героем заканчиваются провалом. Вишну сбегает от неё в цветущий сад к другим жёнам. Сатьябхама призывает наперсницу, чтобы отправить Вишну записку. В оригинальной истории подружка жены оказывается столь жадной, что просит сначала денег, а затем драгоценностей. Она зарится даже на носовое кольцо Сатьябхамы, которое является символом брака с Вишну и потому от неё неотделимо. В «Вишну париджата» Венгамамбы наперсница демонстрирует приверженность совсем другой ценности — мокше, освобождению от цикла рождений и смерти:

Слушать историю о Вишну — настоящее украшение для ушей.

Постоянно видеть Вишну — лучшее, о чём могут мечтать глаза.

Снова и снова воспевать имя Вишну — единственная сладость для языка.

Помогать просящим, чем можешь — награда для рук.

Вот четыре дара, которые мне нужны, и я не желаю эфемерных даров.

Упроси Господа даровать их мне, когда я приведу Его к тебе, моя подружка.

— «Вишну париджата»
Наперсница просит инструменты духовной практики, которые наделят её настоящей любовью к Вишну. Она видит в нём того же Господа, воплощающегося как Нарасимха из Таригонды и Венкатешвара на холмах Тирумалы. Подружка готова отнести письмо Вишну, которое Сатьябхама карябает острыми ногтями на золотом листе. После прочтения Вишну ничего не отвечает и игнорирует её призыв. Сатьябхама осознаёт тщетность своих усилий. Под видом цыганки к ней приходит богиня мудрости Сарасвати и предсказывает, что Вишну вернётся к ней. Однако для этого Сатьябхаме необходимо воспевать имена Вишну сто миллионов раз. Та медитирует на Вишну, желания её оставляют и Сатьябхама обретает умиротворение. Она больше не завидует другим жёнам и не хочет плотских утех. Воспевание божественного имени полностью преобразило её нрав.

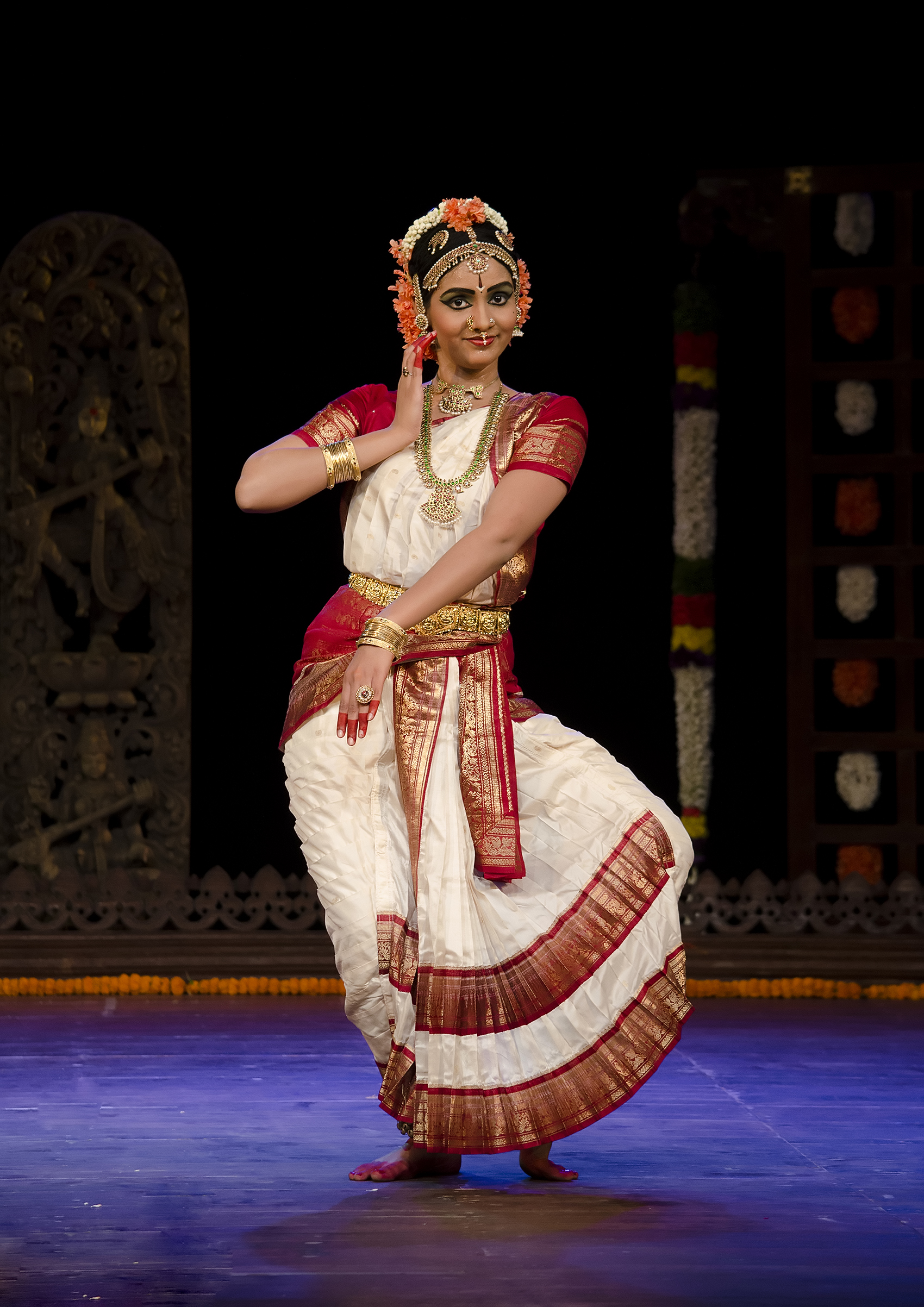
«Вишну париджата» исполняется в танцевальном стиле кучипуди

Видя преображение, Вишну решает исполнить своё обещание и отправляется на небеса в обитель Индры, в садах которого цветёт париджата. По пути он побеждает демона Наракасуру и освобождает из заточения шестнадцать тысяч принцесс. Вишну похищает из райского сада наслаждений париджата и улетает на Гаруде. Однако Индра узнаёт о воровстве и между ними начинается схватка. Хозяин небес видит в Вишну-Кришне простого смертного, обычного вора, позарившегося на чужое. Столкновение богов ставит Вселенную на грань уничтожения. В решающий момент в конфликт вмешивается Шива. Он раскрывает Индре, что за обликом Кришны скрывается сам хранитель мироздания Вишну. Принимая образы аватар, он спасает мир, включая самого Индру. Осознав своё ложное видение, Индра раскаивается и преподносит дерево париджата Вишну в дар.
По возвращении Вишну между его жёнами назревает новая склока. Джамбавати и другие жены не считают, что Сатьябхама достойна, чтобы волшебное дерево росло у неё во дворе. Каждая из жён требует, чтобы Вишну раздобыл дерево и для неё. Вишну предлагает пригласить Рукмини для разрешения спора. Старшая жена объясняет, что Сатьябхама заслуживает дерево париджата, поскольку посвятила себя Вишну, отринув остальные желания. Вишну предлагает Сатьябхаме подарить чудесные цветы с дерева остальным жёнам. С любовью она преподносит всем сандал, листья бетеля, орехи арека и благоухающие цветы. Всё божественное семейство охватывает счастье. Гармония и взаимная любовь распускаются в сердцах Рукмини, Сатьябхамы и остальных. Вишну проявляется себя как хранитель любви, о которой героини поют в завершение истории.
«Вишну париджата» Венгамамбы содержит как художественные изыски, так и духовное послание зрителю. Произведение отличает необычайное лингвистическое разнообразие. Оно простирается от смешанного диалекта тамильского и телугу Сарасвати, играющей роль цыганки, до возвышенного санскрита, когда дело доходит до высоких материй. Язык резких оскорблений, которые жены обрушивают друг на друга, иронично отражает манеру местных женщин. Однако, когда речь произносит Вишну, на участников снисходит гармония. Ведь он воплощает умиротворение и единство всех живых существ. Зрители получают благословение именами Вишну и чувствуют единение благодаря достижению общего счастья героев. К концу все мимолётные темы драмы тонут в потоке бхакти, охватывающем зрителей.

## Йогические наставления

Восемь ступеней йоги Патанджали

Другой страстью Венгамамбы была раджа-йога или практика контроля своего состояния для осознанного слияния с Вишну. Йоге посвящено два наставления, которые в стихотворной форме представляют простые рекомендации практикующим. Первую, «Аштанга-йога шарам» (сущность восьми ступеней йоги), Венгамамба написала в молодости ещё во времена Таригонды. Вторую, «Раджа-йога-амрита шарам» (сладостная сущность раджа-йоги) — уже в зрелом возрасте как часть повествования о Венкатешваре «Шри Венкатачала махатьям». В первом мудрец Капила учит йоге свою мать, во втором — Вишну-Вараха обучает Бхудеви (Лакшми). Изложение выполнено в удобной форме вопросов и ответов. В обоих произведениях изложены основы йогической практики, доступные для любого человека, не обременённого специальными знаниями. Причём «Раджа-йога-амрита шарам» составлено в стиле двипада, то есть двустишиях.
Бхудеви вопрошает аватара Вараху, если человек преследует единственную цель своей жизни — достигнуть окончательного освобождения, следуя по пути джняны (знания), вайрагьи (отрешённости) и бхакти (любви), нужно ли ему оставить активную деятельность (карму) или ему стоит продолжать творить добрые дела? На что Вишну отвечает: по какому бы пути человек ни шёл, он не должен прекращать свою деятельность. Однако плоды своих действий он должен посвящать Шри Хари (Богу), всё ближе подходя к своей цели. В течение жизни человек проходит несколько стадий — брахмачарья (безбрачие во время ученичества), грихастха (семейная жизнь), ванапрастха (уход от дел и передача обязанностей взрослым детям), санньяса (посвящение жизни Богу). В конечном счёте, он сольётся с Брахманом или Высшей реальностью. Если же человек стяжает плоды своих дел, не посвящая их Всевышнему, ему суждено вновь и вновь рождаться и встречаться со смертью.
Далее Вишну раскрывает великие ступени йоги, практика которых позволяет достигнуть освобождения. Во-первых, яма (самоконтроль) — управление страстями, следование ненасилию, правде, верности и др. Во-вторых, нияма (культивирование добродетели) — удержание ума на мыслях о божественном, включая ясность мыслей, принятие событий и окружающих, дисциплина, самопознание и др. В-третьих, асана (практика поз), позволяющая контролировать эмоции и состояние ума. В-четвёртых, пранаяма (контроль за дыханием), способствующая изменённому состоянию сознания. В-пятых, пратьяхара, или отвлечение внимания от внешнего мира в пользу внутреннего состояния и сосредоточение внимания на Вишну. В-шестых, дхарана или нахождение Вишну во всём, включая окружающих людей, события и пространство — во всём, куда направляется ум. В-седьмых, дхьяна, или медитация, которая должна способствовать отождествлению себя с всепроникающим Богом. Последней ступеней йоги является самадхи, когда происходит слияние и растворение сознания в Вишну. Во время самадхи ум остаётся спокойным и воспринимает всё как Брахмана. В конечном счёте, практика самадхи ведёт к потере образного восприятия и растворению в божественном, которое не описывается ни словами, ни чувствами.

Ты — не твоё тело или твои чувства.

Ты — не женщина и не мужчина.

Ты — не твои мысли.

Ты — за пределами мысли.

Ты — совершенный, бесконечный, ты — свет.

Ты — Брахман.

Когда ты познаешь себя, не будет ничего кроме тебя…

— «Аштанга-йога шарам»

## Аннапрасада

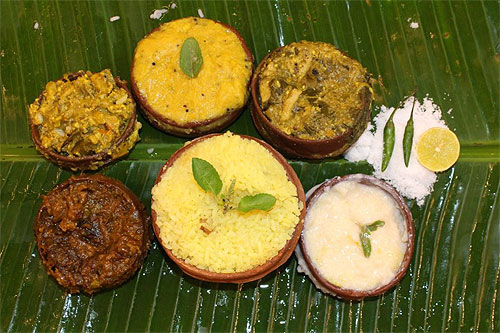
Аннапрасада: благословение пищей, предложенной Вишну

У Венгамамбы было несколько десятков покровителей, которые делали ей пожертвования. Ежедневно она проводила пуджи Венкатешваре и особенно пышно отмечала день Нарасимхи (Нарасимха-джаянти). Для Венкатешвары исполнялись стихи, песни, пьесы и драматические постановки якшагана. Ему ежедневно посвящались цветочные гирлянды, предлагалось пять видов еды, а также приготовленный в молоке сладкий рис. После преподнесения Венкатешваре пища раздавалась паломникам как прасада, то есть освящённая пища. После Венгамамбы в Тирумале сложилась традиция безвозмездной раздачи освящённой пищи («аннапрасада» — прасада в форме пищи) среди прибывших на священные холмы. Паломники стали уважительно называть её «матрушри», поскольку она заботилась о прибывших как мать. В настоящее время прасада Венкатешвары распространяется в здании центра «Матрушри Таригонда Венгамамба Аннапрасада» и его ежедневно получает около шестидесяти тысяч паломников. Находящимся в ожидании даршана Венкатешвары раздают молоко от Венгамамбы. Пациентам местных больницы, которые не могут прийти за даршаном Венкатешвары, также достаётся аннапрасада. За благословенным аннапрасадом приходят как простые верующие, так и известные личности. К примеру, в 2019 году вице-президент Индии Венкая Найду со своей семьёй отстоял в многочасовой очереди на даршан Венкатешвары и получил аннапрасада. В дни пребывания в Тирумале члены его семьи были добровольцами, готовили для Венкатешвары цветочные гирлянды и участвовали в раздаче сладких ладду. В праздничные дни число паломников Венкатешвары возрастает с шестидесяти до ста тысяч в сутки. За год в центре Венгамамбы аннапрасада Векатешвары получают около 65 млн паломников.

## Память
Рядом с Храмом Варахи Венгамамба вырастила цветник, постепенно превратившийся в сад. В нём она выращивала цветы туласи для гирлянд Венкатешвары. Сравнивая его с цветущими садами туласи, где Вишну-Кришна наслаждался играми с гопи, цветник назвали «Вриндаваном» Венгамамбы. В молитве речной богине Ганге о воде для сада Венгамамба впервые упоминает, что с ней находилась дочь её младшей сестры, Мангамма. Прямых потомков у Венгамамбы не было и все её наследники происходят по линии племянников и племянниц. В том же саду расположено самадхи (место погребения) Венгамамбы. После постройки школы самадхи оказалось на школьном дворе. Местные школьницы и учительницы приходят помолиться к самадхи Вегамамбы по пятницам. В 2011 году Администрация Храма Венкатешвары озвучила свои планы построить в Вриндаване Венгамамбы «дхьяна мандир», то есть зал для медитации, на месте каменной плиты, где Венгамамба медитировала.
В центре родной деревни Венгамамбы поэтессе на главной улице воздвигнут памятник. В 1940 году в Храме Лакшми-Нарасимхи в Таригонде установили мурти Венгамамбы, которому ежедневно проводятся ритуальные службы.
В 2009 году вышел биографический фильм о Венгамамбе на телугу. Роль поэтессы сыграла Мина Дураирадж. Произведения Венгамамбы о Вишну были обработаны в современной манере и вошли музыкальными вставками в фильм. В него также включена полная версия ночного арати Венгамамбы. Правительство штата Андхра-Прадеш отметило производство фильма премией Нанди в номинации «лучший музыкальный директор».
Телеканал «Шри Венкатешвара бхакти», курируемый Администрацией Храма Венкатешвары, выпустил сериал с названием «Таригонда Матрушри Венгамамба» о культуре и традициях Тирумалы во времена поэтессы. В телесериале Мина Дураирадж повторно сыграла роль главной героини.
В 2017 году Правительство Индии выпустило памятную почтовую марку с каноническим изображением Венгамамбы достоинством пять индийских рупий.
День Венгамамбы в Храме Венкатешвары празднуется одновременно с днём явления Нарасимхи в апреле-мае каждого года. Статую Венгамамбы на перекрестке MR Palli украшают цветочными гирляндами. В Аннамачарья Кала-мандире в Тирупати проводятся литературные собрания, где рассказывают о творчестве Венгамамбы и исполняют произведения в честь Венкатешвары.